# Município de Fowler (condado de Trumbull, Ohio)
Localização do Ohio nos E.U.A.
O município de Fowler (em inglês: Fowler Township) é um município localizado no condado de Trumbull no estado estadounidense de Ohio. No ano de 2010 tinha uma população de 2595 habitantes e uma densidade populacional de 39,27 pessoas por km².

## Geografia
O município de Fowler encontra-se localizado nas coordenadas 41° 18′ 38″ N, 80° 39′ 48″ O. Segundo a Departamento do Censo dos Estados Unidos, o município tem uma superfície total de 66.08 km², da qual 66,08 km² correspondem a terra firme e (0 %) 0 km² é água.

## Demografia
Segundo o censo de 2010, tinha 2595 pessoas residindo no município de Fowler. A densidade populacional era de 39,27 hab./km².